# Rhizoecus bolacis
Rhizoecus bolacis  (лат.) — вид полужесткокрылых насекомых-кокцид рода Rhizoecus из семейства мучнистые червецы (Pseudococcidae).

## Распространение
Южная Америка: Фолклендские острова.

## Описание
Питаются соками корней зонтичных растений, таких как Apiaceae: Bolax gummifera.
Вид был впервые описан в 2004 году английским энтомологом Д. Уильямсом (Williams, D. J.; Department of Entomology, The Natural History Museum, Лондон, Великобритания) вместе с видом Trionymus jonesi и стал первым представителем всего надсемейства Coccoidea, обнаруженным на Фолклендских островах. Rhizoecus bolacis включён в состав рода Rhizoecus Künckel d'Herculais 1878 вместе с видами R. advenoides, R. albidus, R. albus, и другими таксонами.